# Crystal Falls
Crystal Falls è un comune degli Stati Uniti d'America, situato nello Stato del Michigan, nella contea di Iron, della quale è il capoluogo.